# Choulostice

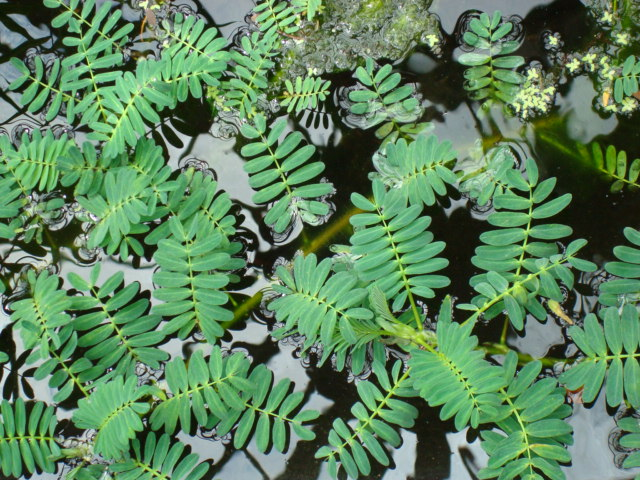
Vodní druh Aeschynomene fluitans

Choulostice (Aeschynomene) je rod rostlin z čeledi bobovité. Jsou to byliny až keře se zpeřenými listy, s drobnými žlutými až oranžovými květy a poltivými plody. Jsou rozšířeny v počtu asi 150 druhů v tropech a subtropech celého světa. Některé druhy poskytují jedno z nejlehčích dřev světa, jiné jsou používány jako krmivo a zelené hnojení nebo jako krycí či okrasné rostliny.

## Popis
Choulostice jsou vzpřímené nebo plazivé byliny, polokeře a keře, výjimečně popínavé rostliny nebo stromy až do 10 metrů výšky. Stonky jsou často duté. Listy jsou lichozpeřené nebo sudozpeřené, střídavé nebo ve svazečcích, s krátkým řapíkem a složené z 1 až 40 párů drobných, celokrajných nebo zubatých, vstřícných až střídavých lístků. Květy jsou oranžové nebo žluté, řidčeji bílé či purpurové, často červeně žíhané, drobné až středně velké (asi 5 až 25 mm dlouhé), uspořádané nejčastěji v řídkých úžlabních hroznech či latách. Kalich je krátký, zvonkovitý, zakončený 5 zuby, někdy dvoupyský. Pavéza je různých tvarů, nejčastěji okrouhlá a na vrcholu vykrojená. Křídla jsou obvejčitá až podlouhlá a asi stejně dlouhá jako pavéza, člunek je prohnutý. Tyčinek je 10 a jsou jednobratré nebo dvoubratré, srostlé po 5 do dvou skupin. Semeník je čárkovitý, přisedlý až stopkatý a obsahuje 2 až mnoho vajíček. Čnělka je zahnutá, zakončená drobnou bliznou. Plody jsou dlouze stopkaté až téměř přisedlé, oválné až dlouhé a úzké. Plody jsou nepukavé nebo výjimečně pukající pouze spodním švem, poltivé, rozpadající se na 2 až 18 jednosemenných dílů. Semena jsou drobná, ledvinovitá, hladká a lesklá, světle hnědá až černá.

## Rozšíření
Rod choulostice zahrnuje asi 150 až 200 druhů. Je rozšířen v tropech a subtropech celého světa. Největší druhové bohatství je v Americe. V Evropě se žádný druh tohoto rodu nevyskytuje.
Asi polovina druhů tohoto rodu jsou hygrofyty, rostoucí na vlhkých místech a bažinách, zaplavovaných územích, rýžových polích a podobně. Jiné druhy rostou např. v suchých pustinách, na savanách, kamenitých svazích nebo na písčitých plážích.

## Význam
Některé druhy choulostic, zejména Aeschynomene americana a A. indica, jsou využívány jako kvalitní krmivo a zelené hnojení. Druh A. americana je na Jávě široce využíván jako krycí rostlina na plantážích teaku.
Nemnohé druhy Aeschynomene s nápadnějšími květy jsou pěstovány jako okrasné rostliny. Druh A. elaphroxylon s hrozny nápadných žlutooranžových květů je pěstován v Malajsii a Jižní Americe na březích vodních toků. Některé druhy jsou pěstovány jako důležité krmivo v oblastech s neúrodnými písčitými půdami. Africký druh A. elaphroxylon a asijský A. aspera poskytují bělavé, měkké, lehké a houbovité dřevo využívané k výrobě přileb, papíru a ozdobných předmětů, známé jako ambatch. Je to jedno z nejlehčích známých dřev, srovnatelné s balsou (hustota je 110 až 190 kg/m2. Dřevo kubánského druhu A. aspera má dokonce hustotu jen okolo 40 kg/m2 a slouží místně k výrobě plováků, sítí na ryby, sandálů, přileb, raftů a kánoí. Místně jsou jako zelenina konzumovány mladé výhonky A. fluitans. Druh A. indica je využíván v medicíně.